# Denez Prigent
Denez Prigent (IPA: [ˈdẽːnes ˈpriːʒẽn(t)]) (Santec, 17 febbraio 1966) è un cantautore francese d'origine bretone.
È un popolare cantautore votato agli stili gwerz e kan ha diskan della musica bretone. Dal suo debutto all'età di 16 anni era noto per aver cantato canzoni tradizionali a cappella ha deciso di cantare le sue canzoni con accompagnamento musicale techno. Ha registrato quattro album in studio e un album dal vivo.

## Album
- (1992) Ha Daouarn
- (1993) Ar Gouriz Koar (La ceinture de cire) (re-editado en 1996)
- (1997) Me' Zalc'h Ennon Ur Fulenn Aour (Je garde en moi une étincelle dorée)
- (2000) Irvi (Chemins d'écume)
- (2002) Live Holl a-gevret!
- (2003) Sarac'h (Bruissement du vent dans le feuillage)
- (2015) Ul liorzh vurzudhus - An enchanting garden